# Fläktdöden

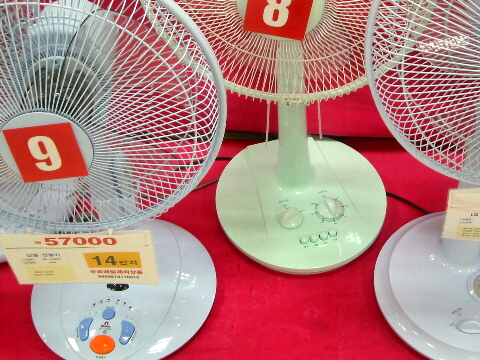
Fläktar till salu i Sydkorea, juni 2003. Dessa går att ställa in på 15 minuter eller mer inför natten.

Fläktdöden är en vandringssägen som uppstått i Sydkorea på 1920-talet,  och därifrån spridits till andra länder i Östasien. Myten är att elektriska fläktar som lämnas påslagna hela natten i stängda rum kan orsaka plötslig död hos dem som sover i rummet, genom kvävning, förgiftning eller hypotermi. Denna skräck omfattar även luftkonditionering och bilfläktar. Fläktar som tillverkats eller säljs i Sydkorea har tidsinställd avstängning, som köparna uppmanas använda när de går och lägger sig med fläkten på.